# Diocese de Roermond
A Diocese de Roermond (em latim: Dioecesis Ruremundensis) é uma diocese da Igreja Católica, localizada nos Países Baixos. A diocese é uma das sete dioceses sufragâneas da província eclesiástica do Arcebispo Metropolitano de Utrecht. O território da diocese abrange a Província de Limburgo.
Sua sede episcopal é a Catedral de São Cristóvão em Roermond.
Seus principais locais de peregrinação são Kapel in 't Zand e Valkenburg.
O deão de Roermond é responsável pelas paróquias daquela cidade e de alguns outros municípios da diocese.

## História

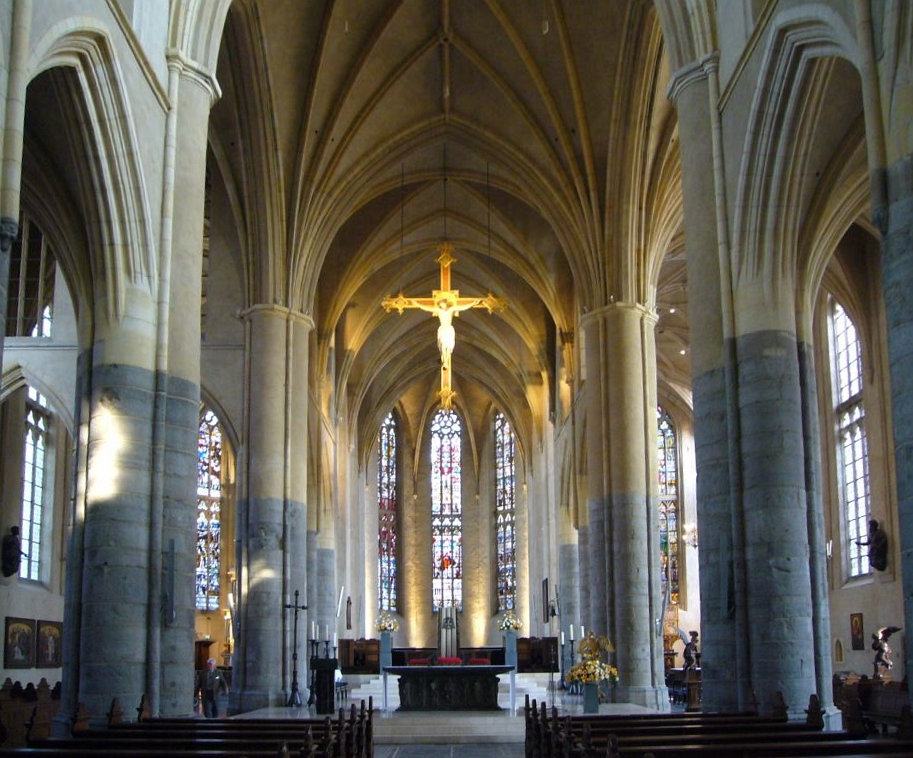
Roermond's St. Christopher cathedral

Originalmente estabelecida em 12 de maio de 1559, em territórios separados da Arquidiocese de Colônia e da Diocese de Liège
Durante a era napoleônica , em 15/07/1801 perdeu território para estabelecer o Vicariato Apostólico de Grave–Nijmegen , em 29/11/1801 a diocese foi suprimida, seu território sendo dividido entre o vicariato acima e para estabelecer a Diocese (alemã) de Aachen (Aix-la-Chapelle).
Foi restabelecida em 1840 pela Santa Sé como Vicariato Apostólico (pré-diocesano) de Limburgo . Em 1853, foi promovida a Diocese de Roermond e ganhou território da Diocese belga de Liège .
Durante a década de 1960, a demarcação relativamente forte entre o sul católico de um lado e o oeste e norte calvinistas do outro lado dos Países Baixos começou a diminuir. Na segunda metade do século XX, Limburgo sofreu uma rápida secularização e uma forte perda de filiação religiosa.

## Estatística e população
A diocese tem aproximadamente 817.000 católicos romanos registrados (cerca de 72,3% da população de Limburgo). Aproximadamente 3% da população da Diocese de Roermond frequenta a missa aos domingos (conforme dados oficiais da Igreja (KASKI)). A diocese de Roermond é uma das duas na Holanda que se encontra em uma região de maioria católica, de acordo com os dados mais recentes da KASKI.
Em 2014, atendia pastoralmente 1.091.000 católicos (96,0% de um total de 1.136.000) em 2.209 km² em 303 paróquias com 471 padres (219 diocesanos, 252 religiosos), 71 diáconos, 1.210 religiosos leigos (440 irmãos, 770 irmãs) e 24 seminaristas.
Limburgo é majoritariamente católica romana por tradição e ainda usa o termo e certas tradições como base para sua identidade cultural, embora a vasta maioria da população seja hoje, em grande parte, irreligiosa na prática. Pesquisas entre católicos holandeses em 2006 mostram que apenas 27% dos católicos holandeses podem ser considerados teístas , 55% como teístas ietsistas / agnósticos e 17% como agnósticos.

## Bispos
|                 | Nome                                  | Período   | Notas                             |        |
| Bispos          | Bispos                                | Bispos    | Bispos                            | Bispos |
| --------------- | ------------------------------------- | --------- | --------------------------------- | ------ |
| 11º             | Ron van den Hout                      | 2024-     | Atual                             |        |
| 10°             | Hendrikus Smeets                      | 2018–2023 |                                   |        |
| 9º              | Frans Jozef Maria Wiertz              | 1993–2017 |                                   |        |
| 8º              | Jan Batista Matthijs Gijsen           | 1972–1993 |                                   |        |
| 7º              | Pieter Jan Antoon Moors               | 1959–1970 |                                   |        |
| 6°              | Jan Michiel Jozef Antoon Hanssen      | 1958      |                                   |        |
| 5º              | Jozef Hubertus Willem Lemmens         | 1932–1958 |                                   |        |
| 4º              | Laurentius Schrijnen                  | 1914–1932 |                                   |        |
| 3°              | Jozesh Hubertus Drehmans              | 1900–1913 |                                   |        |
| 2º              | Frans Boermans                        | 1886–1900 |                                   |        |
| 1º              | Jan Augustus Paredis                  | 1840-1886 |                                   |        |
| Bispo coadjutor |                                       |           |                                   |        |
|                 | Jan Michiel Jozef Antoon Hanssen      | 1947-1957 |                                   |        |
|                 | Josephus Hubertus Gulielmus Lemmens   | 1932      |                                   |        |
|                 | Josephus Hubertus Drehmanns           | 1899-1900 |                                   |        |
|                 | Franciscus Antonius Hubertus Boermans | 1885-1886 |                                   |        |
| Bispo auxiliar  |                                       |           |                                   |        |
|                 | Everard de Jong                       | 1999-     | Atual                             |        |
|                 | Joannes Gerardus ter Schure, S.D.B.   | 1984-1985 | Nomeado Bispo de ’s-Hertogenbosch |        |
|                 | Alphonsus Castermans                  | 1982-1997 |                                   |        |
|                 | Hendrik Theodorus Edmund Beel         | 1965-1972 |                                   |        |
|                 |                                       |           |                                   |        |